# Rodrigo de Loredo
Rodrigo Alfredo de Loredo (Córdoba, 21 de febrero de 1980), es un abogado y político argentino perteneciente a la Unión Cívica Radical. Desde 2021 se desempeña como diputado nacional por la provincia de Córdoba, en donde preside el bloque radical. Fue legislador de la provincia de Córdoba dos veces y presidente del bloque de la UCR en ese cuerpo. Entre diciembre de 2015 y enero de 2018 fue presidente de ARSAT.
En 2025, el diputado Loredo confirmó que no buscará la reelección y finalizará su mandato el 10 de diciembre.

## Biografía

### Comienzos y familia
Nació el 21 de febrero de 1980 en la ciudad argentina de Córdoba. Es el segundo de cuatro hermanos, una mujer y dos varones: Lorena, Gonzalo y Fernando. Cursó sus estudios primarios en el Colegio Santo Tomás y los secundarios en el Instituto Nuestra Señora Monjas Azules. 
Se casó a fines de 2007, tiene cuatro hijos.

### Trayectoria académica y profesional
Abogado recibido de la  
Universidad Nacional de Córdoba trabajo en el estudio de su suegro Aguad & Asociados.
A principios de los 2000 se afilia al partido Unión de Centro Democrático de Álvaro Alsogaray
 Siendo nombrado cómo asesor del intendente Germán Kammerath, cargo que abandono tras el inicio de juicio político al intendente por malversación ante la posibilidad de la intervención municipal.

### Trayectoria política
Su carrera política comenzó en Córdoba de la mano de su suegro, Oscar Aguad, quien más tarde lo designa al frente de la empresa estatal Arsat durante el gobierno de Mauricio Macri.
En 2007 se postuló como legislador provincial pero no resultó elegido. En las 2011 es electo dentro del partido Marea Radical centrada en Córdoba. impuso junto a Luis Juez al jefe de la bancada de macristas y aliados en la Cámara baja, Mario Negri. Presidirá un bloque propio de doce legisladores radicales que se oponen a  Mario Negri.

#### Legislador provincial (2011-2015)
Formó parte del bloque provincial de la UCR. opositor al gobernador José Manuel de la Sota. En 2015 su aliada Karina Bruno, del PRO, lanzo una acusación contra el diputado nacional. Mencionó que De Loredo mandó a votar en contra del pliego de la Dr Valentini al TSJ, lo que llevó a la intervención de otro legislador "la legisladora está obligada a denunciar si existió algún pedido de dádivas o algún favor por fuera de los cánones legales".

#### Precandidato a Intendente de Córdoba (2015)
El 7 de julio de 2015 De Loredo presentó la lista de la corriente Marea Radical dentro del radicalismo contra el intendente Ramón Javier Mestre. La interna que tenía fecha para el día 19 de julio fue cancelada dos días antes ya que el presidente del Comité Provincial de la UCR, Jorge Font dijo que no era necesario ya que meses atrás se había acordado con el PRO y la Coalición Cívica que el candidato sería Mestre junto a Felipe Labaque del PRO.
El 25 de julio ocho días después de ser cancelada las internas, de Loredo hizo saber que no sería candidato a intendente por fuera de la Unión Cívica Radical. Ese mismo mes su campaña se vio envuelta en diferentes escándalos cuando varios de sus candidatos fueron detenidos por narcotráfico, escándalos que vinculan a la campaña cordobesa con el narcotráfico. El segundo en su lista quedó detenido de narcomenudeo tras el allanamiento en una vivienda donde, además, funcionaba un comando de campaña del candidato a intendente de Juntos por el Cambio, días después el noveno en la boleta de Juntos, estaba con prisión domiciliaria por otra causa de narcotráfico. En paralelo también se tramitaban causas en la justicia federal, el fiscal federal Maximiliano Hairabedian reveló la causa que involucra a Lucas Agüero, que también integraba la lista de De Loredo, por integrar un grupo que se dedicaba al narcotráfico. También está imputado por un transporte o traslado que se hizo de un cargamento de droga, actuando como ‘punta' y yendo en otro vehículo a manera de custodia del camión que trasladaba droga.

#### Presidente de ARSAT (2015-2018)
En diciembre de 2015, es nombrado vía decreto presidente de la empresa estatal Arsat por Mauricio Macri lo designó como presidente de ARSAT, una empresa del estado nacional dedicada a brindar servicios de telecomunicaciones a través de una combinación de infraestructuras terrestres, aéreas y espaciales. Esta empresa depende del Ministerio de Comunicaciones que dirigía su suegro, Oscar Aguad. La gestión a cargo de Loredo llevó a cabo desvinculaciones de empleados llevando a cabo despidos masivos que atribuyeron la situación a persecución ideológica y no coincidir con el lineamiento político de las nuevas autoridades. Un trabajador expresó que «Hay mucho temor. Están viendo los perfiles de las redes sociales para ver con quién nos comunicamos». Los trabajadores despedidos aseguraron que la medida «responde a una lógica de achicamiento del Estado y persecución ideológica para con los trabajadores», y «listas negras» por parte de Loredo.
En enero de 2016, trabajadores de ARSAT denunciaron despidos por parte de De Loredo. En 2017 fue denunciado por utilizar fondos públicos de la empresa estatal para su campaña política. De Loredo había utilizado propaganda política camuflada que habría costado 1.500.000 y habría sido pagada con fondos de la empresa pública. Tras su paso por la empresa y tras una auditoría, la Oficina Anticorrupción denunció por maniobras irregulares a Hernán Lombardi y su yerno Oscar Aguad en la administración de los satélites Arsat y negociados con la Televisión Digital Abierta
acusándolos de maniobras irregulares en dicha empresa, que habrían perjudicado el patrimonio del Estado. La denuncia también señala que ARSAT durante la gestión de Lombardi y De Loredo de realizó contrataciones directas a empresas cercanas la macrismo en más de 357 oportunidades. Con un perjuicio por unos 38 millones de dólares a las arcas públicas. Siendo imputado por diferentes delitos, como incumplimiento de los deberes de funcionario público, administración infiel y fraude en la administración pública.
Ante la falta de fondos nacionales y la no comercializacion del espectro satelital del Arsat, durante la administración de Cambiemos se suspendió la construcción del satélite ARSAT-3, previsto para 2019. Esta situación derivó en el inicio de acciones legales contra el presidente de la nación, el jefe de gabinete de ministros, el ministro de comunicaciones, y el presidente y vicepresidente de ARSAT, Rodrigo de Loredo y Henoch Aguiar, respectivamente.
El 29 de enero de 2018, renuncia tras prohibirse asignar cargos públicos a familiares de funcionarios en el gobierno. Debido a que su suegro, Óscar Aguad, es el ministro de comunicaciones, se vio obligado a renunciar.

#### Presidente del Congreso Provincial de la UCR (2018-2021)
El día 30 de septiembre de 2018, de Loredo asumió la presidencia del Congreso Provincial de la Unión Cívica Radical, donde reemplazó al intendente de Arroyito, Mauricio Cravero en el cargo. En la asunción estuvieron los diferentes partidos que forman Juntos por Córdoba (Cambiemos).
El 5 de octubre de 2020, De Loredo reunió al congreso provincial para aplazar las internas y poner una nueva fecha (6 de diciembre) aunque al final la internas se harían el 14 de marzo de 2021.

#### Internas para Presidente Comité Provincia 2021
El 10 de diciembre de 2020, De Loredo junto a Marcos Ferrer (Intendente Río Tercero), Luis Picat (intendente Jesús María), Javier Fabre (Línea Córdoba), Javier Bee Sellares y Orlando Arduh (ambos del sector Consenso) crearon la alianza SUMAR para hacerle frente a la alianza Ramón Javier Mestre-Mario Negri. La alianza Mestre-Negri intentó evitar las internas buscando la "Unidad" pero el juez al final le dio la razón a SUMAR y hubo elecciones el 14 de marzo de 2021, lo acompañaron como candidatos a vicepresidentes, Verónica Gazzoni (intendenta de Monte Cristo y perteneciente a la Línea Córdoba) y Miguel Nicolás. SUMAR según sus datos logró el 48,5 % (17 551 votos) contra el 51,5 % (18 641 votos) de la otra alianza, logrando así el 50 % de los cargos partidarios. En 2021 rompería el bloque junto a dos diputados de la UCR.

#### Candidato a Intendente de Córdoba (2019)
Para las elecciones de 2019, de Loredo fue elegido por el Congreso Provincial de la Unión Cívica Radical como candidato a intendente y Ramón Mestre como candidato a gobernador. El día 22 de febrero de Loredo anunció que el mestrista Alfredo Sapp (expresidente del Tribunal de Cuentas municipal y presidente del Ente de Servicios y Obras Públicas desde febrero de 2019) iría como su candidato a viceintendente. de Loredo y Mestre se presentarían en las elecciones con la boleta 3. En las elecciones de Loredo resultó en tercer lugar con el 17,72 % de los votos, poco más de dos puntos abajo de Luis Juez.
En el mes de noviembre por medio de un vídeo en vivo en su cuenta de Instagram, de Loredo hizo saber su decisión de asumir como Concejal de la ciudad de Córdoba y que había rechazado ser candidato a diputado nacional en la lista de Juntos por el Cambio en las Elecciones Legislativas, ya que consideraba que solo debería haber un bloque en el Concejo Deliberante y la Legislatura de la provincia que represente a la alianza.

#### Concejal de la ciudad de Córdoba (2019-2021)
El 30 de noviembre de 2019 durante la Sesión Preparatoria, de Loredo juró como concejal de la ciudad, cargo que asumió el 10 de diciembre. El día 5 de diciembre rompe con el bloque de la Unión Cívica Radical (integrada por mestristas) en la ciudad y crea su bloque propio junto a Esteban Bría llamada "Evolución Radical".
El día 8 de mayo, De Loredo presentó en el Concejo Deliberante un proyecto para que los taxis y remises puedan ofrecer un servicio de delivery.

#### Elecciones legislativas Nacionales
El 24 de julio se anotaron 5 alianzas para competir en las PASO en la provincia de Córdoba camino a las elecciones legislativas nacionales. El peronismo presentó dos variantes: por un lado la schiaretistta Hacemos por Córdoba (HpC) y por el otro el Frente de Todos (FdT), que apoya al gobierno del presidente Alberto Fernández. Juntos por el Cambio presentó 4 listas; una liderada por Luis Juez y Rodrigo de Loredo y otra encabezada por Mario Negri, Ramón Mestre y Gustavo Santos, la tercera lista liderada por Javier Bee Sellares y la cuarta por Dante Rossi.
En las Elecciones primarias de Argentina de 2021 de septiembre, la lista de Luis Juez (logrando para senador 503 757 votos) y Rodrigo de Loredo (logrando para diputados 511 445 votos) ganó las primarias de Juntos por el Cambio, superando la lista de Mario Negri y Gustavo Santos, logrando salir en la provincia en primer lugar.
En las elecciones generales fue electo como diputado nacional el 7 de diciembre y entró en sus funciones el día 10, también fue elegido presidente del bloque UCR-Evolución un bloque de 12 diputados que se sienten referenciados en el senador nacional Martín Lousteau.

#### Elecciones intendente de Córdoba 2023
De Loredo anunció que sería candidato a intendente de Córdoba y que el ex precandidato, el concejal Juan Negri sería su jefe de campaña. De Loredo hizo una lista de candidatos a concejales donde esté los diferentes sectores del radicalismo representados más los partidos aliados.
El 23 de julio, Rodrigo sacó el 40 % de los votos saliendo segundo debajo del candidato peronista oficialista y viceintendente, Daniel Passerini quien sacó el 47 %. De Loredo logró meter 14 concejales de los 15 opositores. En estas elecciones votaron un poco más de 600 000 personas de 1 131 148. En su discurso, se hizo popular la frase los hice venir al pedo debido a que muchos referentes de Juntos por el Cambio como Patricia Bullrich u Horacio Rodríguez Larreta fueron al búnker del partido en Córdoba a apoyarlo.

#### Elección legislador provincial 2011
| Partido/Alianza       | Partido/Alianza                            | Legislador por distrito único | Legislador por distrito único | Legislador por distrito único | Legislador departamental | Legislador departamental | Legislador departamental | Bancas totales |
| Partido/Alianza       | Partido/Alianza                            | Votos                         | %                             | Bancas                        | Votos                    | %                        | Bancas                   | Bancas totales |
| --------------------- | ------------------------------------------ | ----------------------------- | ----------------------------- | ----------------------------- | ------------------------ | ------------------------ | ------------------------ | -------------- |
|                       | Unión por Córdoba                          | 565 229                       | 38,63                         | 19/44                         | 585 652                  | 39,11                    | 25/26                    | 44/70          |
|                       | Frente Cívico y Social                     | 378 302                       | 25,85                         | 12/44                         | 390 477                  | 26,08                    | 1/26                     | 13/70          |
|                       | Unión Cívica Radical                       | 350 214                       | 23,93                         | 11/44                         | 366 085                  | 24,45                    |                          | 11/70          |
|                       | Frente de Izquierda y de los Trabajadores  | 45 811                        | 3,13                          | 1/44                          | 44 415                   | 2,97                     | 1/70                     |                |
|                       | Encuentro Vecinal Córdoba                  | 30 818                        | 2,11                          | 1/44                          | —                        | —                        | 1/70                     |                |
|                       | Nuevo Encuentro                            | 22 474                        | 1,54                          |                               | 23 366                   | 1,56                     |                          |                |
|                       | Coalición Cívica ARI                       | 16 826                        | 1,15                          | 21 127                        | 1,41                     |                          |                          |                |
|                       | Concertación Vecinal Es Posible            | 9786                          | 0,67                          | 12 911                        | 0,86                     |                          |                          |                |
|                       | Partido Concentración Popular              | 8326                          | 0,57                          | 9494                          | 0,63                     |                          |                          |                |
|                       | Frente Unidad Popular y Humanista          | 8011                          | 0,55                          | 10 555                        | 0,70                     |                          |                          |                |
|                       | Política Abierta para la Integridad Social | 7302                          | 0,50                          | 9229                          | 0,62                     |                          |                          |                |
|                       | Partido Intransigente                      | 7174                          | 0,49                          | 10 621                        | 0,71                     |                          |                          |                |
|                       | Movimiento de Acción Vecinal               | 6599                          | 0,45                          | 5880                          | 0,39                     |                          |                          |                |
|                       | Partido del Campo Popular                  | 6382                          | 0,44                          | 7478                          | 0,50                     |                          |                          |                |
| Votos positivos       | Votos positivos                            | 1.463.254                     | 77,25                         | 1.497.290                     | 79,05                    |                          |                          |                |
| Votos en blanco       | Votos en blanco                            | 391 016                       | 20,64                         | 355 794                       | 18,78                    |                          |                          |                |
| Votos nulos           | Votos nulos                                | 39 796                        | 2,10                          | 40 982                        | 2,16                     |                          |                          |                |
| Participación         | Participación                              | 1 894 066                     | 75,95                         | 1 894 066                     | 75,95                    |                          |                          |                |
| Electores registrados | Electores registrados                      | 2 493 687                     | 100                           | 2 493 687                     | 100                      |                          |                          |                |
| Fuente:               |                                            |                               |                               |                               |                          |                          |                          |                |

Unión Cívica Radical (11): Eduardo Yuni, Beatriz Pereyra, Olga María Rista, Luis Brouwer de Koning, Rodrigo de Loredo, Amalia Vagni, Orlando Arduh, María Caffaratti, Anselmo Bruno, María Matar y Carlos Felpeto.

#### Elecciones Intendente de Córdoba 2019[68]
| Candidato                        | Partido                                | Porcentaje | Votos   | Concejales |
| -------------------------------- | -------------------------------------- | ---------- | ------- | ---------- |
| Martín Llaryora Daniel Passerini | Hacemos por Córdoba                    | 40,20 %    | 281 366 | 16         |
| Luis Juez Alicia Migliore (UCR)  | Córdoba Cambia                         | 21,68 %    | 151 732 | 6          |
| Rodrigo de Loredo Alfredo Sapp   | Unión Cívica Radical                   | 19,37 %    | 135 579 | 6          |
| Juan Pablo Quinteros César Orgaz | Encuentro Vecinal Córdoba              | 5,56 %     | 38 926  | 1          |
| Olga Riutort Martín Llarena      | Movimiento Libres del Sur              | 4,20 %     | 29 402  | 1          |
| Laura Vilches Cintia Frencia     | Frente de Izquierda y los Trabajadores | 4,19 %     | 29 371  | 1          |
| Maru Acosta Raúl Gómez           | MST-Nueva Izquierda                    | 1,68 %     | 11 758  |            |
|                                  | Vecinalismo Independiente              | 1,12 %     | 7874    |            |

Concejal (6): Rodrigo de Loredo, Alfredo Sapp, Esteban Bría, Cecilia Aro, Daniela Sacchi y Pablo Romero.

#### Elecciones Intendente de Córdoba 2023[65][69]
| Candidato                               | Partido                                | Porcentaje | Votos   | Concejales |
| --------------------------------------- | -------------------------------------- | ---------- | ------- | ---------- |
| Daniel Passerini Javier Pretto          | Hacemos Unidos por Córdoba             | 47,71 %    | 314 836 | 16         |
| Rodrigo de Loredo Soher El Sukaria      | Juntos por el Cambio                   | 40,00 %    | 263 504 | 14         |
| Laura Vilches Virginia Caldera Marsengo | Frente de Izquierda y los Trabajadores | 2,89 %     | 18 744  | 1          |
| Juan Pablo Quinteros Gabriel Ratner     | Somos Córdoba (MID y Unite)            | 2,43 %     | 15 680  |            |
| Verónica Sikora Enrique Rigatuso        | La Libertad Primero                    | 1,82 %     | 11 914  |            |
| César Orgaz Gonzalo Frontera            | Encuentro Vecinal Córdoba              | 1,72 %     | 11 139  |            |
| Eduardo González Olguín Luis Aubrit     | Partido Humanista                      | 0,49       | 3187    |            |
| Humberto Spaccesi Sylvia Peñaloza       | Córdoba de Todos                       | 0,49 %     | 3147    |            |
| Romina Giménez Norma Sabbadin           | Unión Popular Federal                  | 0,44 %     | 2596    |            |
| Jorge Scala Janett González Cuevas      | Partido Demócrata de Córdoba           | 0,29 %     | 1538    |            |
| Miguel Bustos María Caballero           | Partido Popular                        | 0,19 %     | 1039    |            |

## Libros
- Salir a flote (2014)[70][71][72]
- Detener la Caída (2021)[73]